# Предроманика
Под предромаником уметношћу раног средњег века подразумевамо уметничке правце који се јављају у средњовековној уметности од 5. до 11. века и ту углавном имамо појаву меровејске уметности, каролиншке уметности у Француској коју је наследила уметност када се тежиште збивања сели у Немачку познату као отонска уметност.
Рани средњи век представља синтезу античке уметности и новога схватања и својим садржајем она се везује за сакралне теме и схватања, традиције и тематике јер у то доба доминира фактор црква а схоластика владајућа идеологија. Сликарство се усредсређује на илуминирање рукописа. 

## Опште карактеристике
Заједничке ликовне карактеристике уметности у доба сеобе народа су изразита орнаментика и декоративност. 
У архитектури сви обично користе део ранохришћанске и касноантичке архитектуре. Архитектура је због номадског начина живота углавном дрвена и практична, а не и монументална. Уопштено за вриеме владавине барбарских народа европска архитектура не добија ништа ново, нити у Европи постоји јединствени повезани стил. Све грађевине су врло различите без неке ближе средње везе. Развија се углавном централна грађевина која је настала еволуцијом хришћанске гробне цркве – тзв. Мартријуми (франц. Martirium), капелице за погреб мученика који су бранили хришћанство.
Најзначајнији пример остроготске архитектуре је Теодориков маузолеј у Равени из 6. века. Грађевина је у облику крста са крстатим сводом. Са спољашње стране има десетоугаоне зидове, а са сваке стране има једну правоугаону нишу. Горњи спрат је ужи од приземља. Цео маузолеј је подигнут од прецизно обрађеног камена (тесаника) у малтеру, што је у то време било изузетно ретко. Занимљиво је да је монументална купола исклесана из једног блока камена, тешка неколико тона, и дан данас се не зна како су успели да је поставе на маузолеј.
Архитектура је предложила скулптуру и одредила места на којима ће она моћи да се прихвати и изрази, она одређује које ће се површине скулптурално обрадити. Ово је време непостојања скулптуре. Користи се једино врло плитки рељеф за саркофаге, гробне плоче, олтарске преграде … Украси су у комбинацији розета и крижева, све у строгој геометрији.
Предмети од злата који карактеришу ово доба рађени су такође у славу божју и владара. Најчешће су то реликвије (моћи — телесни остаци мученика) украшавани златом и драгим камењем.
Увезана књига у пергаменту мења књигу у облик свитка, а текст достиже врхунац у сликарски обрађиваном иницијалу. Рукопис се преписује на пергамент, а црта се искључиво пером. Јавља се могућност осликавања књига (илуминација) која постаје богата у боји и позлати, а раде се у традицији римског илузионизма. 
Најстарија илустрована Библија је Бечки Генесис, из почетка 6. века. Украшена је богатим илустрацијама у форми континуиране нарације што значи да слика испод текста описује призор из текста.

## Меровинска уметност
Подразумева раздобље од 7. века до почетка 8. века и на љу је утицала барбарска уметност.

## Каролиншка уметност
Каролиншка уметност подразумијева раздобље од 8. до 10. века а свој процват доживљава у уметности Карла Великог. Он је покушао сачувати све што је остало од римске цивилизације, посебно римску књижевност кроз сакупљање и преписивање старих римских рукописа. На тај начин је покушао усадити део славне прошлости Европе у барбарске душе свога народа. Данас познајемо римске писце, углавном захваљујући бројним и изузетно квалитетним каролиншким рукописима. 
Карло Велики је лично проучавао архитектуру царског Рима, те је у своју престоницу у Ахену, у данашњој Немачкој, пренео дух некадашње римске градње. Тако се његова Дворска капела састоји од широког нартекса, који је са сваке стране имао по две куле са степеништем. Конструкциска схема “улаза с две куле” биће основа за архитектуру средњег века.
Преписивачке школе које је основао Карло Велики биле су искључиво манастирске, а преписивачи – свешеници. Данас средњовековне рукописе опремљене цртежима и сликама сматрамо манастирским уметничким целинама, али су све оне у време свог настанка биле део црквене целине и као свете књиге спадале су у опрему божјег храма као што су биле зидне слике и црквени намјештај и биле су потребне за богослужење. 

## Отонска уметност
После цветања за време каролинга у Француској настаје мртви период који је трајао око 100 година а тежиште збивања се пресељава у Немачку и уметност се обнавља за време отонске уметности за време Отона (936. - 973.) и напредак и процват не преживљава време смрти Хенриа III године 1056. када немачка пада у сенку. 
Сликарство обухвата осликавање књига и минијатуре. У време Отона врло је живахна делатност школа у којима се одсликава утицај западних и источних средишта културе. Појављују се школе од којих неке његују и зидно сликарство и неке и сликарство на стаклу.
Отонска уметност спада у фазу касне предроманике, и то у подручју данашње Њемачке гдје је владала Отонска династија у 10. веку. Отонска као и Каролиншка династија негује тзв. аристократско-дворски карактер, што значи да је сва уметничка продукција везана само за двор и самостан. Отонска династија је такође спонзорирала бројне и врло важне школе рукописног сликарства. Карактеристика Отонске уметности је љубав према слоновачи, што се види у бројним рељефима. Једини пример пуне пластике из овог раздобља је тзв. Геронов крст који се данас чува у Келнској катедрали. На њему је необично реалистичан призор Криста за то време.